# Еврозона
Еврозо́на — валютный союз, объединяющий 20 стран Европейского союза, официальной валютой которых является евро, и, таким образом, полностью реализовавших политики ЭВС. Странами еврозоны являются Австрия, Бельгия, Германия, Греция, Ирландия, Испания, Италия, Республика Кипр, Латвия, Литва, Люксембург, Мальта, Нидерланды, Португалия, Словакия, Словения, Финляндия, Франция, Хорватия и Эстония. Евро также является национальной валютой ещё четырёх государств, использующих евро по валютному соглашению, и восьми особых территорий ЕС. Однако, в отличие от участников еврозоны, данные страны не могут влиять на денежно-кредитную политику Европейского центрального банка и направлять своих представителей в его руководящие органы. Кроме того, евро без соглашения с ЕС используется в Черногории и Косове.
Европейский валютный союз начал функционировать 1 января 1999 года, когда в безналичное обращение была введена единая европейская валюта евро. Европейский союз стал первым и пока единственным в мире региональным объединением, перешедшим к четвёртой стадии экономической интеграции (вслед за зоной свободной торговли, таможенным союзом и общим рынком).
Страны еврозоны передают Европейскому центральному банку все полномочия в области денежно-кредитной политики, включая решения о размере эмиссии денежных знаков и уровне ключевой процентной ставки.

## История создания
До создания ЭВС в Европе практиковались различные формы валютного сотрудничества. В 1951 году 17 стран Западной Европы создали Европейский платёжный союз с задачей восстановить конвертируемость своих валют, которая была выполнена к концу 1958 года. В 1964 году страны СЭВ стали использовать переводной рубль для осуществления расчётов по взаимной торговле. В 1973 году страны ЕЭС создали «валютную змею» — валютный коридор, в рамках которого их денежные единицы колебались по отношению к доллару и друг к другу. В 1979 году в ЕЭС была создана Европейская валютная система, объединившая механизм коллективного плавания валют с европейской расчётной единицей — ЭКЮ.
Непосредственно история ЭВС начинается с «доклада Делора» — документа, подготовленного в 1988 году рабочей группой во главе с председателем Европейской комиссии Жаком Делором. Группа пришла к выводу, что странам ЕС необходимо полностью отменить ограничения на движение капиталов внутри ЕЭС, объединить финансовые рынки и в дальнейшем перейти к единой денежной единице. С 1 июля 1990 года страны ЕЭС приступили к реализации программы. Формально её санкционировал Договор о Европейском союзе, подписанный в феврале 1992 года. Он официально провозгласил цель создать Экономический и валютный союз и ввести единую валюту. Договор установил, что Европейский совет утверждает проект основных направлений экономической политики государств-членов и наблюдает за их экономическим развитием. Он предусмотрел создание Европейской системы центральных банков (ЕСЦБ), состоящей из национальных центральных банков и Европейского центрального банка (ЕЦБ), который имеет исключительное право определять денежно-кредитную политику валютного союза.
Строительство ЭВС проходило в три этапа:
1. В течение первого этапа (вторая половина 1990 года — 1993 год) было завершено формирование единого внутреннего рынка, разработаны механизмы сближения макроэкономических показателей стран-членов и проведена либерализация движения капиталов внутри ЕС.
2. В задачу второго этапа (1994—1998 годы) входила подготовка институциональной, административной и юридической базы валютного союза. Были разработаны правила функционирования ЕСЦБ и методы координации экономической политики государств-членов. В мае 1998 года был образован Европейский центральный банк, а Европейский совет определил круг стран, которые первыми перешли на евро с января 1999 года.
3. В ходе третьего этапа (1999—2002 годы) страны ЕС перешли к общей экономической и единой денежно-кредитной политике. С 1 января 1999 года 11 государств ЕС ввели евро в безналичное обращение. Все основные инструменты денежно-кредитной политики (установление ставок, проведение операции на открытом рынке, эмиссия денежных знаков) перешли от национальных центральных банков к ЕЦБ. С 1 января 2002 года началось обращение банкнот и монет евро. Параллельное хождение национальных денежных знаков и евро продолжалось два месяца. С 1 марта 2002 года единственным законным платёжным средством на территории еврозоны стала единая европейская валюта. Национальные денежные знаки утратили эту роль, хотя ещё в течение длительного времени обменивались на евро уполномоченными банками[1].

## Члены
Валюта евро в 1999 году была введена в безналичное обращение как параллельная валюта в странах экономического и валютного союза ЕС. В 1999 году 11 из 15 стран Европейского союза удовлетворили маастрихтским критериям и образовали еврозону с официальным запуском евро в безналичное обращение 1 января 1999 года. Греция стала соответствовать этим критериям в 2000 году и была принята 1 января 2001 года. Реальные монеты и банкноты были введены в обращение 1 января 2002 года. Словения стала соответствовать критериям в 2006 году и вошла в еврозону 1 января 2007 года. Кипр и Мальта прошли процедуру согласования в 2007 году и вступили в еврозону 1 января 2008 года. Словакия вступила в еврозону 1 января 2009 года, Эстония — 1 января 2011 года, Латвия — 1 января 2014 года, Литва — 1 января 2015 года. На данный момент в её состав входят 20 стран-членов с более чем 340 млн жителей.
12 июля 2022 года Совет Европейского союза принял последние три правовых акта, необходимых для перехода Хорватии на евро, что позволило Хорватии стать 20-м членом с 1 января 2023 года. Цены указываются как в евро, так и в кунах с 5 сентября 2022 года.
| Страна     | Приняла       | Население   | За исключением                                            |
| ---------- | ------------- | ----------- | --------------------------------------------------------- |
| Австрия    | 1 января 1999 | 8 923 507   |                                                           |
| Бельгия    | 1 января 1999 | 11 521 238  |                                                           |
| Германия   | 1 января 1999 | 83 019 200  |                                                           |
| Греция     | 1 января 2001 | 10 340 064  |                                                           |
| Ирландия   | 1 января 1999 | 5 123 236   |                                                           |
| Испания    | 1 января 1999 | 47 394 223  |                                                           |
| Италия     | 1 января 1999 | 58 983 122  | Кампионе-д’Италия                                         |
| Кипр       | 1 января 2008 | 1 229 087   | Турецкая Республика Северного Кипра                       |
| Латвия     | 1 января 2014 | 1 873 100   |                                                           |
| Литва      | 1 января 2015 | 2 797 945   |                                                           |
| Люксембург | 1 января 1999 | 626 108     |                                                           |
| Мальта     | 1 января 2008 | 514 564     |                                                           |
| Нидерланды | 1 января 1999 | 17 710 600  | Аруба · Кюрасао · Синт-Мартен · Карибские Нидерланды      |
| Португалия | 1 января 1999 | 10 347 892  |                                                           |
| Словакия   | 1 января 2009 | 5 466 965   |                                                           |
| Словения   | 1 января 2007 | 2 085 556   |                                                           |
| Финляндия  | 1 января 1999 | 5 550 066   |                                                           |
| Франция    | 1 января 1999 | 68 084 217  | Новая Каледония · Французская Полинезия · Уоллис и Футуна |
| Хорватия   | 1 января 2023 | 4 188 853   |                                                           |
| Эстония    | 1 января 2011 | 1 331 824   |                                                           |
| Еврозона   | Еврозона      | 347 111 377 |                                                           |

### Возможное расширение
Страны Европейского союза, не использующие евро:
- Болгария,
- Венгрия,
- Дания,
- Польша,
- Румыния,
- Чехия,
- Швеция.

Дания получила специальное послабление действующего маастрихтского договора. От неё не требуется в обязательном порядке присоединения к еврозоне до тех пор, пока её правительство не решит этот вопрос: либо голосованием в парламенте, либо проведя референдум. В 2011 году премьер-министр Дании Ларс Лёкке Расмуссен поднимал вопрос о проведении референдума в стране по вопросу вступления в зону евро. Однако он не состоялся, а новое правительство пока не намерено проводить подобный референдум.
23 октября 2011 года премьер-министр Великобритании Дэвид Камерон подтвердил, что позиция Великобритании в отношении вступления в еврозону остаётся неизменной: перехода на евро не будет.
Швеции фактически было разрешено использовать правовую лазейку, позволяющую ей не отвечать маастрихтским критериям и не работать в направлении устранения выявленных несоответствий, хотя это государство и обязано вступить в еврозону. Причиной тому служит отказ шведского общества от вступления в еврозону, выраженный на проведённом в стране референдуме, к результатам которого Комиссия относится толерантно. Однако Комиссией было заявлено, что она не потерпит подобного курса от будущих членов Евросоюза.
Официальные лица Польши неоднократно корректировали дату вступления своей страны в еврозону, заявляя о намерении присоединиться к евро сначала в январе 2012 года, затем в 2014, 2015 и 2016 годах. При этом в 2011 году министр иностранных дел Польши Радослав Сикорский, говоря о сроках вступления, указывал, что участие в блоке должно быть выгодно для самой Польши. В октябре 2012 года председатель Центрального банка Польши Марек Белка заявил, что рано говорить о возможных датах вступления, пока не решены все проблемы еврозоны. После победы на президентских и парламентских выборах в 2015 году партии «Право и справедливость» вопрос о переходе страны на евро был отложен на неопределённый срок.
До того, как страна сможет вступить в еврозону, она должна как минимум два года участвовать в составе европейского механизма установления обменных курсов (ERM II). На 21 августа 2022 года три национальных центральных банка участвуют в таком механизме — Болгарии, Дании и Хорватии (с 2023 Хорватия вошла в Еврозону). Валюты остальных стран будут участвовать в этом механизме после того, как станут удовлетворять необходимым критериям.

## Использование за пределами ЕС

### С договорённостью
| Страна             | Приняла       | Соглашение      | Население |
| ------------------ | ------------- | --------------- | --------- |
| Ватикан            | 1 января 1999 | 31 декабря 1998 | 800       |
| Монако             | 1 января 1999 | 31 декабря 1998 | 32 671    |
| Сан-Марино         | 1 января 1999 | 31 декабря 1998 | 29 615    |
| Сен-Пьер и Микелон | 1 января 1999 | 31 декабря 1998 | 6 125     |
| Майотта            | 1 января 1999 | 31 декабря 1998 | 186 452   |
| Андорра            | 1 января 1999 | 1 апреля 2012   | 82 000    |

Определённые страны за пределами ЕС приняли евро в качестве своей валюты. Для формального принятия в еврозону, включая право на чеканку собственных монет, должно быть заключено денежное соглашение. Такое соглашение было заключено с Ватиканом, Монако, Сан-Марино и Андоррой. Официально Ватикан и Сан-Марино имели собственные валюты, приравненные к итальянской лире (ватиканская и сан-маринская лира), а Монако использовал монакский франк, который находился в соотношении 1:1 к французскому франку. После вступления Италии и Франции в Евросоюз и ввода евро в наличное обращение этими странами были заключены соглашения с Евросоюзом, позволяющие им использовать и чеканить ограниченное количество монет евро (со своими национальными символами на национальной стороне), которые действительны по всей еврозоне.
В Андорре при сделках исторически использовались французский франк и испанская песета. В 2002 году страна перешла на евро в одностороннем порядке, без соглашения с Евросоюзом.
Переговоры о придании официального статуса евро в Андорре велись с 2003 года. Они неоднократно приостанавливались из-за высокого уровня банковской конфиденциальности и статуса страны как налогового оазиса. Денежно-кредитное соглашение было, наконец, согласовано обеими сторонами в феврале 2011 года, и было подписано 30 июня 2011 года. 1 апреля 2012 года евро стал официальной валютой Андорры. Также государство с 1 июня 2013 года получило право выпуска монет евро с собственной национальной стороной тиражом до 2 млн. 342 тыс. экз.
Соглашения также были заключены с двумя заморскими территориями Франции. Это Сен-Пьер и Микелон у побережья Канады и Майотта в Индийском океане. Они расположены за пределами Евросоюза, им было разрешено использовать евро в качестве своей валюты. Тем не менее, им не разрешили самим выпускать денежные знаки.

### Без договорённости
| Страна/Территория  | Принято       | Соглашение  | Население |
| ------------------ | ------------- | ----------- | --------- |
| Косово             | 1 января 1999 | членство    | 2 200 000 |
| Черногория         | 1 января 1999 | членство    | 684 736   |
| Акротири и Декелия | 1 января 2008 | отсутствует | 14 500    |

Черногория и Косово, использующие евро с момента его выхода, ранее использовали немецкие марки, получая таким образом помощь Запада, пользуясь заимствованной маркой. Они переключились на евро, когда марка была заменена, но не имели соглашения с Европейским центральным банком, предпочитая зависимость страны только от уже имеющих хождение евро. Косово также всё ещё пользуется сербскими динарами в областях, не подконтрольных сепаратистам. Использование евро в этих провинциях помогает стабилизировать их экономики и по этой причине заимствование евро небольшими государствами поощряется Хоакином Алмунья — Европейским комиссаром по экономическим и финансовым вопросам, в то время как президент Европейского центробанка Жан-Клод Трише не одобряет тех, кто в одностороннем порядке использует евро. Некоторые личности в Турецкой Республике Северного Кипра призвали к принятию евро государством в одностороннем порядке.
С принятием евро на Кипре независимые области в Акротири и Декелия, которые ранее пользовались кипрским фунтом, также приняли евро. Эти области являются частью Соединённого королевства, но находятся под военной юрисдикцией за пределами Евросоюза. Тем не менее, их законы, включая валюту, ориентируются на Республику Кипр и ориентируются на принятое там евро. Север буферной зоны ООН в Кипре, самопровозглашённая Турецкая Республика Северного Кипра, официально всё ещё использует турецкую лиру. Эта республика не признана ни одним государством, кроме Турции, но управляет северной частью острова, не входящей в ЕС. Несмотря на непринятие евро, эта валюта широко распространена на Северном Кипре и пользуется популярностью. Использование евро видится как способ повышения торговли на Кипре и уменьшения зависимости от Турции. Использование евро по разные стороны границы помогает объединению экономик, появление евро было воспринято как большой прогресс в установлении мира и единства на острове. На кипрских монетах евро использованы греческий и турецкий языки, что было специально предусмотрено во избежание предвзятого отношения к ним в обеих частях острова.
Бывшая министр иностранных дел Исландии Валгердур Сверрисдоттир (англ. Valgerður Sverrisdóttir) в своём интервью 15 января 2007 года сказала, что она серьёзно желает взглянуть на то, как Исландия сможет использовать евро без вступления в члены Евросоюза. Она уверена, что весьма трудно поддерживать независимость валюты в небольшой экономике на открытом европейском рынке. Расширенный социологический опрос, проведённый 11 сентября 2007 года, показал, что 53 % опрошенных склоняются к принятию евро, 37 % — противники этого, и 10 % — не решили.

### В качестве валюты для торговли
В 1998 году Куба заявила, что сменит официальную валюту в своей международной торговле с доллара на евро. 1 декабря 2002 Северная Корея сделала то же самое. Сирия также согласилась с этим в 2006 году.
Перед вторжением США и Великобритании в Ирак в 2003 году президент Саддам Хусейн заявил, что переводит расчёты за иракскую нефть в евро вместо долларов США с момента, когда основными покупателями иракской нефти стали ЕС, Индия и Китай, а не Соединённые Штаты.

## Валюты стран не из ЕС, привязанные к евро
Валюта государства Кабо-Верде привязана к евро, а ранее была привязана к португальскому эскудо. Валюта Боснии и Герцеговины, боснийская марка, привязана к евро, а ранее была привязана к немецкой марке. Франки КФА и Комор, используемые в бывших колониях Франции, и французский тихоокеанский франк, используемый на французских территориях Тихого океана, привязаны к евро, так же, как раньше были привязаны к французскому франку.

## Число людей, пользующихся евро
| Категория                                                                  | Население, млн | Страны и территории |
| -------------------------------------------------------------------------- | -------------- | --- |
| Официальные члены                                                          | 347            | Австрия, Бельгия, Германия, Греция, Ирландия, Испания, Италия, Кипр, Латвия, Литва, Люксембург, Мальта, Нидерланды, Португалия, Словакия, Словения, Финляндия, Франция, Хорватия, Эстония |
| Другие европейские страны и территории, использующие евро                  | 3              | Акротири и Декелия, Андорра, Ватикан, Косово, Монако, Сан-Марино, Черногория |
| Территории не Европы и не Евросоюза, использующие евро                     | 0,2            | Остров Клипертон, Южные французские и антарктические земли, Сен-Пьер и Микелон |
| Страны ЕС с валютами, привязанными к евро (или узко граничащими)           | 13             | Болгария, Дания |
| Другие европейские государства с валютами, привязанными к евро             | 4              | Босния и Герцеговина |
| Африканские государства, использующие франки КФА                           | 110            | Бенин, Буркина Фасо, Камерун, Центральноафриканская Республика, Республика Чад, Кот-д’Ивуар, Экваториальная Гвинея, Габон, Гвинея-Бисау, Мали, Нигер, Республика Конго, Сенегал, Того     |
| Нации островов Тихого океана, использующие французский тихоокеанский франк | 0,5            | Французская Полинезия, Новая Каледония, острова Уоллис и Футуна |
| Другие государства и территории с привязанными к евро валютами             | 35             | Кабо-Верде, Коморские Острова, Марокко |
| Всего                                                                      | 512,7          | 44 государства и 5 областей. |

## Еврогруппа
Министры финансов стран — членов ЕС, использующих евро, встречаются за день до заседания Совета по экономическим и финансовым вопросам Совета Европейского содружества. По закону эта группа, в просторечии именуемая «Еврогруппой», не является официальной структурой Совета Евросоюза. В сентябре 2004 г. Еврогруппа решила, что она должна иметь постоянного президента, назначаемого на двухлетний срок (с принятием Лиссабонского договора — на срок 2,5 года). Жан-Клод Юнкер — премьер-министр и министр финансов Люксембурга — был назначен первым президентом Еврогруппы, получив мандат 1 января 2005 года по 31 декабря 2006, и был назначен на второй срок в сентябре 2006 года. 21 января 2013 Йерун Дейсселблум, министр финансов Нидерландов, был избран новым президентом Еврогруппы. С 13 января 2018 года его сменит министр финансов Португалии Мариу Сентену.

## Экономика
Сравнение еврозоны с другими экономиками, все данные по состоянию на 2006 год:
| Блок/Страна               | Население (млн) | ВВП основной (в трлн €, вычислен из покупательной способности валюты) | Доля от мирового ВВП (% к покупательной способности) | Экспорт* (товары и услуги, как % от ВВП) | Импорт* (товары и услуги, как % от ВВП) |
| ------------------------- | --------------- | --------------------------------------------------------------------- | ---------------------------------------------------- | ---------------------------------------- | --------------------------------------- |
| Еврозона                  | 317             | 8,4                                                                   | 14,6                                                 | 21,7                                     | 20,9                                    |
| Евросоюз (28)             | 494             | 11,9                                                                  | 21,0                                                 | 14,3                                     | 15,0                                    |
| Соединённые Штаты Америки | 300             | 11,2                                                                  | 19,7                                                 | 10,8                                     | 16,6                                    |
| Япония                    | 128             | 3,5                                                                   | 6,3                                                  | 16,8                                     | 15,3                                    |

(*) Исключая внутренние торги ЕС.

### Инфляция
Данные Центробанка ЕС средневзвешенного индекса покупательских цен:
- середина 1999: 0,9 %
- середина 2000: 2,1 %
- середина 2001: 2,9 %
- середина 2002: 2,5 %
- середина 2003: 2 %
- середина 2004: 2,4 %
- середина 2005: 2 %
- середина 2006: 2,5 %
- середина 2007: 1,9 %
- середина 2008: 3,9 %
- середина 2009: −0,1 %
- середина 2010: 1,5 %
- середина 2011: 2,7 %
- середина 2012: 2,4 %
- середина 2013: 1,6 %
- середина 2014: 0,5 %
- середина 2015: 0,5 %
- середина 2016: 0 %
- середина 2017: 1,3 %
- середина 2018: 2 %
- середина 2019: 1,3 %
- середина 2020: 0,3 %
- середина 2021: 2,2 %
- середина 2022: 8,9 %

В августе 2022 года инфляция достигла исторического максимума с момента введения евро. Потребительские цены в валютном блоке из 19 стран подскочили на 9,1 %, в первую очередь в области энергетики и продуктов питания. Исключив эти факторы, индикатор базовой инфляции поднялся до нового максимума в 4,3 %, обозначая факт ценового давления в более широком характере.
По итогам сентября 2022 года инфляция в Еврозоне впервые в истории достигла двузначной отметки в 10 %, что заставило ЕЦБ агрессивно повышать процентные ставки. В течение 5 месяцев реальные показатели инфляции в Европе опережали прогнозы. При приближении зимы, в отсутствие российского газа, по прогнозам агентства Bloomberg, рост цен мог ещё больше ускориться и подобная тенденция могла продлится до конца года.
Очередной исторический рекорд инфляция в Еврозоне установила в октябре 2022 года, достигнув 10,7 % по сравнению с тем же месяцем прошлого года. Это максимальный показатель с момента введения евро в 1999 году. По данным Европейского статистического ведомства самый высокий рост цен зафиксирован на энергоноситель — 41,9 %, продукты питания, табачные изделия и алкоголь выросли 13,1 %. Выше всех уровень инфляции оказался в странах Балтии — около 22 %, Нидерландах — 17 %, Германии 11,6 %.

### Учётная ставка
Учётная ставка для еврозоны устанавливается Центробанком ЕС с 1999 года в процентах годовых. До июня 2000 года основной показатель операций рефинансирования был фиксированным. Потом это значение было заменено плавающим в зависимости от результатов торгов. Приведённые в таблице значения являются показателями минимального уровня процента, начиная с которого участники торгов выставляют свои заявки.
| Дата       | Ставки по депозитам | Основные операции | Предельные ставки по займам |
| ---------- | ------------------- | ----------------- | --------------------------- |
| 01.01.1999 | 2,00                | 3,00              | 4,50                        |
| 04.01.1999 | 2,75                | 3,00              | 3,25                        |
| 22.01.1999 | 2,00                | 3,00              | 4,50                        |
| 09.04.1999 | 1,50                | 2,50              | 3,50                        |
| 05.11.1999 | 2,00                | 3,00              | 4,00                        |
| 04.02.2000 | 2,25                | 3,25              | 4,25                        |
| 17.03.2000 | 2,50                | 3,50              | 4,50                        |
| 28.04.2000 | 2,75                | 3,75              | 4,75                        |
| 09.06.2000 | 3,25                | 4,25              | 5,25                        |
| 28.06.2000 | 3,25                | 4,25              | 5,25                        |
| 01.09.2000 | 3,50                | 4,50              | 5,50                        |
| 06.10.2000 | 3,75                | 4,75              | 5,75                        |
| 11.05.2001 | 3,50                | 4,50              | 5,50                        |
| 31.08.2001 | 3,25                | 4,25              | 5,25                        |
| 18.09.2001 | 2,75                | 3,75              | 4,75                        |
| 09.11.2001 | 2,25                | 3,25              | 4,25                        |
| 06.12.2002 | 1,75                | 2,75              | 3,75                        |
| 07.03.2003 | 1,50                | 2,50              | 3,50                        |
| 06.06.2003 | 1,00                | 2,00              | 3,00                        |
| 06.12.2005 | 1,25                | 2,25              | 3,25                        |
| 13.12.2006 | 2,50                | 3,50              | 4,50                        |
| 11.10.2006 | 2,25                | 3,25              | 4,25                        |
| 09.08.2006 | 2,00                | 3,00              | 4,00                        |
| 15.06.2006 | 1,75                | 2,75              | 3,75                        |
| 08.03.2006 | 1,50                | 2,50              | 3,50                        |
| 14.03.2007 | 2,75                | 3,75              | 4,75                        |
| 13.06.2007 | 3,00                | 4,00              | 5,00                        |
| 09.07.2008 | 3,25                | 4,25              | 5,25                        |
| 08.10.2008 | 2,75                |                   | 4,75                        |
| 09.10.2008 | 3,25                |                   | 4,25                        |
| 15.10.2008 | 3,25                | 3,75              | 4,25                        |
| 12.11.2008 | 2,75                | 3,25              | 3,75                        |
| 10.12.2008 | 2,00                | 2,50              | 3,00                        |
| 21.01.2009 | 1,00                | 2,00              | 3,00                        |
| 11.03.2009 | 0,50                | 1,50              | 2,50                        |
| 08.04.2009 | 0,25                | 1,25              | 2,25                        |
| 13.05.2009 | 0,25                | 1,00              | 1,75                        |
| 13.04.2011 | 0,50                | 1,25              | 2,00                        |
| 13.07.2011 | 0,75                | 1,50              | 2,25                        |
| 09.11.2011 | 0,50                | 1,25              | 2,00                        |
| 14.12.2011 | 0,25                | 1,00              | 1,75                        |
| 11.07.2012 | 0,00                | 0,75              | 1,50                        |
| 08.05.2013 | 0,00                | 0,50              | 1,00                        |
| 13.11.2013 | 0,00                | 0,25              | 0,75                        |
| 11.06.2014 | -0,10               | 0,15              | 0,40                        |
| 10.09.2014 | -0,20               | 0,05              | 0,30                        |
| 09.12.2015 | -0,30               | 0,05              | 0,30                        |
| 16.03.2016 | -0,40               | 0,00              | 0,25                        |
| 18.09.2019 | -0,50               | 0,00              | 0,25                        |
| 27.07.2022 | 0,00                | 0,50              | 0,75                        |

### Финансовая политика
Основная задача финаносовой политики состоит в распределении налогов внутри Евросоюза при проведении экономической политики, составленной для каждой страны — члена ЕС, но с учётом специфики для 19 действительных членов еврозоны. Эти руководства не связывают и не сужают проводимую политику, направляющую страны-члены, так как принимаются во внимание связанные структуры их экономик.
Для взаимной гарантии и стабильности валюты члены еврозоны соблюдают Договор о стабильности и развитии, который устанавливает согласованные ограничения на дефициты и государственный долг с соответствующими санкциями за нарушение. Первоначально договором устанавливалось ограничение всем странам — членам еврозоны в 3 % от ВВП для годового дефицита; предусматривались штрафы для любой страны, превысившей это значение. В 2005 г. Португалия, Германия и Франция превысили это значение, но Совет министров не проголосовал за штрафы этих стран. При пересмотре эта договорённость была изменена для большей гибкости и гарантий того, что критерий дефицита взят из расчёта состояний экономик стран — членов еврозоны и с учётом дополнительных факторов.

## Хроника расширения еврозоны
| Государство / Территория                      | Собственная валюта и дата её замены                          | Собственная валюта и дата её замены                          | Собственная валюта и дата её замены  | Собственная валюта и дата её замены  | Собственная валюта и дата её замены | Собственная валюта и дата её замены | Собственная валюта и дата её замены | Собственная валюта и дата её замены | Собственная валюта и дата её замены | Собственная валюта и дата её замены | Собственная валюта и дата её замены | Собственная валюта и дата её замены | Общая валюта |
| Государство / Территория                      | До 1991 года                                                 | 1991—1997                                                    | 1998                                 | 1999—2001                            | 2002—2011                           | 2002—2011                           | 2002—2011                           | 2002—2011                           | 2002—2011                           | 2014                                | 2015                                | 2023                                | Общая валюта |
| --------------------------------------------- | ------------------------------------------------------------ | ------------------------------------------------------------ | ------------------------------------ | ------------------------------------ | ----------------------------------- | ----------------------------------- | ----------------------------------- | ----------------------------------- | ----------------------------------- | ----------------------------------- | ----------------------------------- | ----------------------------------- | ------------ |
|                                               |                                                              |                                                              |                                      |                                      |                                     |                                     |                                     |                                     |                                     |                                     |                                     |                                     |              |
| Европейский фонд валютной кооперации          | → экю (1999, январь)                                         | → экю (1999, январь)                                         | → экю (1999, январь)                 |                                      | € ↓                                 | € ↓                                 | € ↓                                 | € ↓                                 | € ↓                                 | € ↓                                 | € ↓                                 | € ↓                                 | € ↓          |
| Австрия                                       | → австрийский шиллинг (2002, март)                           | → австрийский шиллинг (2002, март)                           | → австрийский шиллинг (2002, март)   | → австрийский шиллинг (2002, март)   | € ↓                                 | € ↓                                 | € ↓                                 | € ↓                                 | € ↓                                 | € ↓                                 | € ↓                                 | € ↓                                 | € ↓          |
| Бельгия                                       | → конвертируемый франк финансовый франк (1990, март)         | бельгийский франк (2002, март)                               | бельгийский франк (2002, март)       | бельгийский франк (2002, март)       | € ↓                                 | € ↓                                 | € ↓                                 | € ↓                                 | € ↓                                 | € ↓                                 | € ↓                                 | € ↓                                 | € ↓          |
| Люксембург                                    | → конвертируемый франк финансовый франк (1990, март)         | люксембургский франк (2002, март)                            | люксембургский франк (2002, март)    | люксембургский франк (2002, март)    | € ↓                                 | € ↓                                 | € ↓                                 | € ↓                                 | € ↓                                 | € ↓                                 | € ↓                                 | € ↓                                 | € ↓          |
| Германия                                      | → немецкая марка                                             | Немецкая марка (2002, март)                                  | Немецкая марка (2002, март)          | Немецкая марка (2002, март)          | € ↓                                 | € ↓                                 | € ↓                                 | € ↓                                 | € ↓                                 | € ↓                                 | € ↓                                 | € ↓                                 | € ↓          |
| ГДР (вошла в состав Германии)                 | → марка ГДР (1990, сентябрь)                                 | Немецкая марка (2002, март)                                  | Немецкая марка (2002, март)          | Немецкая марка (2002, март)          | € ↓                                 | € ↓                                 | € ↓                                 | € ↓                                 | € ↓                                 | € ↓                                 | € ↓                                 | € ↓                                 | € ↓          |
| Греция                                        | → греческая драхма (2002, март)                              | → греческая драхма (2002, март)                              | → греческая драхма (2002, март)      | → греческая драхма (2002, март)      | € ↓                                 | € ↓                                 | € ↓                                 | € ↓                                 | € ↓                                 | € ↓                                 | € ↓                                 | € ↓                                 | € ↓          |
| Ирландия                                      | → ирландский фунт (2002, март)                               | → ирландский фунт (2002, март)                               | → ирландский фунт (2002, март)       | → ирландский фунт (2002, март)       | € ↓                                 | € ↓                                 | € ↓                                 | € ↓                                 | € ↓                                 | € ↓                                 | € ↓                                 | € ↓                                 | € ↓          |
| Испания                                       | → испанская песета (1981)                                    | конвертируемая песета (1994, декабрь)                        | испанская песета (2002, март)        | испанская песета (2002, март)        | € ↓                                 | € ↓                                 | € ↓                                 | € ↓                                 | € ↓                                 | € ↓                                 | € ↓                                 | € ↓                                 | € ↓          |
| Италия                                        | → итальянская лира (2002, март)                              | → итальянская лира (2002, март)                              | → итальянская лира (2002, март)      | → итальянская лира (2002, март)      | € ↓                                 | € ↓                                 | € ↓                                 | € ↓                                 | € ↓                                 | € ↓                                 | € ↓                                 | € ↓                                 | € ↓          |
| Ватикан                                       | → итальянская лира (2002, март)                              | → итальянская лира (2002, март)                              | → итальянская лира (2002, март)      | → итальянская лира (2002, март)      | € ↓                                 | € ↓                                 | € ↓                                 | € ↓                                 | € ↓                                 | € ↓                                 | € ↓                                 | € ↓                                 | € ↓          |
| Сан-Марино                                    | → итальянская лира (2002, март)                              | → итальянская лира (2002, март)                              | → итальянская лира (2002, март)      | → итальянская лира (2002, март)      | € ↓                                 | € ↓                                 | € ↓                                 | € ↓                                 | € ↓                                 | € ↓                                 | € ↓                                 | € ↓                                 | € ↓          |
| Нидерланды                                    | → нидерландский гульден (2002, март)                         | → нидерландский гульден (2002, март)                         | → нидерландский гульден (2002, март) | → нидерландский гульден (2002, март) | € ↓                                 | € ↓                                 | € ↓                                 | € ↓                                 | € ↓                                 | € ↓                                 | € ↓                                 | € ↓                                 | € ↓          |
| Португалия                                    | → португальское эскудо (2002, март)                          | → португальское эскудо (2002, март)                          | → португальское эскудо (2002, март)  | → португальское эскудо (2002, март)  | € ↓                                 | € ↓                                 | € ↓                                 | € ↓                                 | € ↓                                 | € ↓                                 | € ↓                                 | € ↓                                 | € ↓          |
| Финляндия                                     | → финляндская марка (2002, март)                             | → финляндская марка (2002, март)                             | → финляндская марка (2002, март)     | → финляндская марка (2002, март)     | € ↓                                 | € ↓                                 | € ↓                                 | € ↓                                 | € ↓                                 | € ↓                                 | € ↓                                 | € ↓                                 | € ↓          |
| Аландские острова                             | → финляндская марка (2002, март)                             | → финляндская марка (2002, март)                             | → финляндская марка (2002, март)     | → финляндская марка (2002, март)     | € ↓                                 | € ↓                                 | € ↓                                 | € ↓                                 | € ↓                                 | € ↓                                 | € ↓                                 | € ↓                                 | € ↓          |
| Франция                                       | → французский франк (2002, март)                             | → французский франк (2002, март)                             | → французский франк (2002, март)     | → французский франк (2002, март)     | € ↓                                 | € ↓                                 | € ↓                                 | € ↓                                 | € ↓                                 | € ↓                                 | € ↓                                 | € ↓                                 | € ↓          |
| Гваделупа                                     | → французский франк (2002, март)                             | → французский франк (2002, март)                             | → французский франк (2002, март)     | → французский франк (2002, март)     | € ↓                                 | € ↓                                 | € ↓                                 | € ↓                                 | € ↓                                 | € ↓                                 | € ↓                                 | € ↓                                 | € ↓          |
| Майотта                                       | → французский франк (2002, март)                             | → французский франк (2002, март)                             | → французский франк (2002, март)     | → французский франк (2002, март)     | € ↓                                 | € ↓                                 | € ↓                                 | € ↓                                 | € ↓                                 | € ↓                                 | € ↓                                 | € ↓                                 | € ↓          |
| Мартиника                                     | → французский франк (2002, март)                             | → французский франк (2002, март)                             | → французский франк (2002, март)     | → французский франк (2002, март)     | € ↓                                 | € ↓                                 | € ↓                                 | € ↓                                 | € ↓                                 | € ↓                                 | € ↓                                 | € ↓                                 | € ↓          |
| Монако                                        | → французский франк (2002, март)                             | → французский франк (2002, март)                             | → французский франк (2002, март)     | → французский франк (2002, март)     | € ↓                                 | € ↓                                 | € ↓                                 | € ↓                                 | € ↓                                 | € ↓                                 | € ↓                                 | € ↓                                 | € ↓          |
| Реюньон                                       | → французский франк (2002, март)                             | → французский франк (2002, март)                             | → французский франк (2002, март)     | → французский франк (2002, март)     | € ↓                                 | € ↓                                 | € ↓                                 | € ↓                                 | € ↓                                 | € ↓                                 | € ↓                                 | € ↓                                 | € ↓          |
| Сен-Бартелеми                                 | → французский франк (2002, март)                             | → французский франк (2002, март)                             | → французский франк (2002, март)     | → французский франк (2002, март)     | € ↓                                 | € ↓                                 | € ↓                                 | € ↓                                 | € ↓                                 | € ↓                                 | € ↓                                 | € ↓                                 | € ↓          |
| Сен-Пьер и Микелон                            | → французский франк (2002, март)                             | → французский франк (2002, март)                             | → французский франк (2002, март)     | → французский франк (2002, март)     | € ↓                                 | € ↓                                 | € ↓                                 | € ↓                                 | € ↓                                 | € ↓                                 | € ↓                                 | € ↓                                 | € ↓          |
| Сен-Мартен                                    | → французский франк (2002, март)                             | → французский франк (2002, март)                             | → французский франк (2002, март)     | → французский франк (2002, март)     | € ↓                                 | € ↓                                 | € ↓                                 | € ↓                                 | € ↓                                 | € ↓                                 | € ↓                                 | € ↓                                 | € ↓          |
| Гвиана                                        | → французский франк (2002, март)                             | → французский франк (2002, март)                             | → французский франк (2002, март)     | → французский франк (2002, март)     | € ↓                                 | € ↓                                 | € ↓                                 | € ↓                                 | € ↓                                 | € ↓                                 | € ↓                                 | € ↓                                 | € ↓          |
| Французские Южные и Антарктические территории | → французский франк (2002, март)                             | → французский франк (2002, март)                             | → французский франк (2002, март)     | → французский франк (2002, март)     | € ↓                                 | € ↓                                 | € ↓                                 | € ↓                                 | € ↓                                 | € ↓                                 | € ↓                                 | € ↓                                 | € ↓          |
| Черногория (2002, март)                       | → Новый динар (1990, январь)                                 | югославский динар (1995, ноябрь)                             | югославский динар (1999, январь)     | немецкая марка (2002, март)          | € ↓                                 | € ↓                                 | € ↓                                 | € ↓                                 | € ↓                                 | € ↓                                 | € ↓                                 | € ↓                                 | € ↓          |
| Андорра                                       | → андоррская песета (2003, июль)                             | → андоррская песета (2003, июль)                             | → андоррская песета (2003, июль)     | → андоррская песета (2003, июль)     | → андоррская песета (2003, июль)    | € ↓                                 | € ↓                                 | € ↓                                 | € ↓                                 | € ↓                                 | € ↓                                 | € ↓                                 | € ↓          |
| Словения                                      | → новый динар (1990, январь)                                 | югославский динар (1991, октябрь)                            | словенский толар (2007, январь)      | словенский толар (2007, январь)      | словенский толар (2007, январь)     | словенский толар (2007, январь)     | € ↓                                 | € ↓                                 | € ↓                                 | € ↓                                 | € ↓                                 | € ↓                                 | € ↓          |
| Кипр                                          | → кипрский фунт (2008, январь)                               | → кипрский фунт (2008, январь)                               | → кипрский фунт (2008, январь)       | → кипрский фунт (2008, январь)       | → кипрский фунт (2008, январь)      | → кипрский фунт (2008, январь)      | → кипрский фунт (2008, январь)      | € ↓                                 | € ↓                                 | € ↓                                 | € ↓                                 | € ↓                                 | € ↓          |
| Мальта                                        | → мальтийский фунт (1983, июнь)                              | мальтийская лира (2008, январь)                              | мальтийская лира (2008, январь)      | мальтийская лира (2008, январь)      | мальтийская лира (2008, январь)     | мальтийская лира (2008, январь)     | мальтийская лира (2008, январь)     | € ↓                                 | € ↓                                 | € ↓                                 | € ↓                                 | € ↓                                 | € ↓          |
| Словакия                                      | → чехословацкая крона (1993)                                 | → чехословацкая крона (1993)                                 | словацкая крона (2009, январь)       | словацкая крона (2009, январь)       | словацкая крона (2009, январь)      | словацкая крона (2009, январь)      | словацкая крона (2009, январь)      | словацкая крона (2009, январь)      | € ↓                                 | € ↓                                 | € ↓                                 | € ↓                                 | € ↓          |
| Эстония                                       | → рубль СССР (1992, июнь)                                    | → рубль СССР (1992, июнь)                                    | → эстонская крона (2011, январь)     | → эстонская крона (2011, январь)     | → эстонская крона (2011, январь)    | → эстонская крона (2011, январь)    | → эстонская крона (2011, январь)    | → эстонская крона (2011, январь)    | → эстонская крона (2011, январь)    | € ↓                                 | € ↓                                 | € ↓                                 | € ↓          |
| Латвия                                        | → рубль СССР (1992, июнь) → латвийский рубль (1993, март)    | → рубль СССР (1992, июнь) → латвийский рубль (1993, март)    | → латвийский лат (2014, январь)      | → латвийский лат (2014, январь)      | → латвийский лат (2014, январь)     | → латвийский лат (2014, январь)     | → латвийский лат (2014, январь)     | → латвийский лат (2014, январь)     | → латвийский лат (2014, январь)     | → латвийский лат (2014, январь)     | € ↓                                 | € ↓                                 | € ↓          |
| Литва                                         | → рубль СССР (1992, сентябрь) → литовский талон (1993, июль) | → рубль СССР (1992, сентябрь) → литовский талон (1993, июль) | → литовский лит (2015, январь)       | → литовский лит (2015, январь)       | → литовский лит (2015, январь)      | → литовский лит (2015, январь)      | → литовский лит (2015, январь)      | → литовский лит (2015, январь)      | → литовский лит (2015, январь)      | → литовский лит (2015, январь)      | → литовский лит (2015, январь)      | € ↓                                 | € ↓          |
| Хорватия                                      | → новый динар (1990, январь)                                 | хорватский динар (1994, май)                                 | хорватская куна (2023, январь)       | хорватская куна (2023, январь)       | хорватская куна (2023, январь)      | хорватская куна (2023, январь)      | хорватская куна (2023, январь)      | хорватская куна (2023, январь)      | хорватская куна (2023, январь)      | хорватская куна (2023, январь)      | хорватская куна (2023, январь)      | хорватская куна (2023, январь)      | € ↓          |

| С 01.01.1999 евро введён в безналичном обращении, в наличном сохранялись национальные валюты | С 01.01.2002 евро введён в наличном обращении |

1. 1 2  Помимо итальянской лиры на территории Сан-Марино и Ватикана использовались сан-маринская и ватиканская лиры, не включённые в стандарт ISO 4217
2. ↑  Помимо французского франка на территории Монако использовался монегасский (монакский) франк, не включённый в стандарт ISO 4217
3. ↑  Использование евро де-факто, но не де-юре

## Проблемы и противоречия
Основной причиной постепенно накапливающихся проблем аналитиками и СМИ обычно называется утрата рядом крупных, но экономически неэффективно организованных стран-членов контроля над своей денежной политикой. Оказавшись в одном денежном поле с Германией, им теперь нечем ответить её высококонкурентной и хорошо организованной экономике.
В отсутствие привычной возможности девальвации, экономики Франции и Италии, некогда крупнейших экспортёров Европы, вынуждены полагаться на дешёвые кредиты для поддержки покупательской способности населения. Но генерируемый такими мерами рост ВВП невелик. Он часто оказывается ниже темпов прироста населения, а значит для покрытия социальных и торгово-экспортных дефицитов государству приходится прибегать к новым траншам внешних займов. Экономике Германии, напротив, такая система довольно выгодна и в 2016 году страна обеспечила рекордные 92,33 % торгового профицита Еврозоны.
Вклад экономики Франции сокращается: с 2000 по 2016 годы вклад страны в ВВП Еврозоны упал с 17,0 % до 13,4 %. Надежды на постепенную конвергенцию разнородных экономик также не оправдались: в 2016 средняя зарплата в Испании была на 47 % ниже, чем во Франции, и на 86 % ниже, чем в Германии.

## Комментарии
1. ↑  изначально Дания и Великобритания, однако потом Великобритания вышла из ЕС